# Nekrolog 1724
Nekrolog
◄◄
| ◄
| 1720
| 1721
| 1722
| 1723
| 1724 | 1725 | 1726 | 1727 | 1728 | ► | ►►
Weitere Ereignisse | Allgemeiner Nekrolog 1724
Die Beschreibung der verstorbenen Person sollte so kurz wie möglich gehalten sein und nur deren signifikante Tätigkeit(en) enthalten.
Neue Namen ggf. auch unter dem Geburts- und Sterbedatum, also etwa unter 1. Januar und im Geburts- und Sterbejahr (2024) eintragen (nur bei entsprechender großer Wichtigkeit). Für Beispiele siehe die schon vorhandenen Artikel.
Außerdem über die fünf zuletzt Verstorbenen, zu denen es einen ausreichend guten Artikel für eine Präsentation auf der Hauptseite gibt, nach der todesbedingten Überarbeitung der Artikel ggf. auch unter Wikipedia Diskussion:Hauptseite informieren und sie am besten auch in den anderen Wikipedia-Sprachversionen eintragen. Tipp: Regelmäßig bei news.google.de nach „ist tot“, „gestorben“ oder „verstorben“ suchen.
Wenn eine Person gestorben ist, gibt es viele Seiten zu dieser Person in der Wikipedia, die davon auch betroffen sind und entsprechend aktualisiert werden müssen. Beispiele: Namenübersichtsseite, Geburtsjahr, Geburtsort-Seiten und viele mehr.
Wie finde ich die betroffenen Seiten?
Im Suchfeld auf der linken Seite gibt man den Suchbegriff so ein: „Vorname Nachname“. Dann klickt man auf Volltext und alle Seiten mit entsprechendem Suchtext werden aufgerufen. Hier sieht man dann schnell, wo auch das Todesjahr Sinn macht oder sogar ein Teil des Artikels angepasst werden muss. Auch hilft das „Werkzeug“ auf der linken Seite sehr gut, um solche Seiten aufzufinden: „Links auf diese Seite“. Somit ist die Wikipedia wieder aktuell in allen Bereichen! Hinweis: bei Eintragung der Kategorie „Gestorben JAHR“ wird der Missbrauchsfilter 49 ausgelöst, was jedoch nicht schlimm ist. Siehe: Spezial:Missbrauchsfilter/49
Dies ist eine Liste von im Jahr 1724 verstorbenen bekannten Persönlichkeiten. Die Einträge erfolgen innerhalb der einzelnen Daten alphabetisch sortiert. Tiere sind im Nekrolog für Tiere zu finden.

## Januar
| Tag        | Name                                   | Beruf, bekannt als                                           | Alter | Beleg |
| ---------- | -------------------------------------- | ------------------------------------------------------------ | ----- | ----- |
| 2. Januar  | Anselm Schnaus                         | Abt des Klosters Waldsassen                                  | 53    |       |
| 5. Januar  | Polycarp Marci                         | deutscher Jurist, Posthalter und Verfasser von Opernlibretti |       |       |
| 6. Januar  | Joachim Ernst Sigismund von Krummensee | preußischer Generalmajor                                     |       |       |
| 10. Januar | Bénédict Pictet                        | Schweizerischer evangelischer und Hochschullehrer            | 68    |       |
| 12. Januar | Daniel Müller                          | Jurist und Bürgermeister der Hansestadt Lübeck               |       |       |
| 26. Januar | Wolferdus Senguerdius                  | niederländischer Naturphilosoph                              | 77    |       |
| 29. Januar | Friedrich von Derfflinger              | preußischer Generalleutnant                                  | 60    |       |

## Februar
| Tag         | Name                   | Beruf, bekannt als                                                           | Alter | Beleg |
| ----------- | ---------------------- | ---------------------------------------------------------------------------- | ----- | ----- |
| 3. Februar  | Innozenz Metz          | deutscher Benediktiner und Maler                                             |       |       |
| 5. Februar  | Mary Cowper            | englische Hofdame                                                            |       |       |
| 8. Februar  | Otto Ludwig von Kanitz | Oberst der kursächsischen Kavallerie und der polnischen Armee                | 62    |       |
| 9. Februar  | Wilhelm Moritz         | preußischer Geheimer Rat und Graf von Solms-Greifenstein und Solms-Braunfels | 72    |       |
| 12. Februar | Elkanah Settle         | englischer Dramatiker                                                        | 76    |       |
| 19. Februar | Pieter Schuyler        | Gouverneur der englischen Kolonie New York                                   | 66    |       |

## März
| Tag      | Name                                     | Beruf, bekannt als                                                                   | Alter | Beleg |
| -------- | ---------------------------------------- | ------------------------------------------------------------------------------------ | ----- | ----- |
| 4. März  | Eleonore Juliane von Brandenburg-Ansbach | Herzogin von Württemberg                                                             | 60    |       |
| 7. März  | Innozenz XIII.                           | Papst (1721–1724)                                                                    | 68    |       |
| 8. März  | Enrico Zuccalli                          | Schweizer Architekt, Baumeister                                                      |       |       |
| 9. März  | Ernst Friedrich I.                       | Herzog von Sachsen-Hildburghausen                                                    | 42    |       |
| 10. März | Urban Hjärne                             | schwedischer Arzt und Naturforscher                                                  | 82    |       |
| 12. März | François-Louis de Clermont-Tonnerre      | Bischof von Langres (1696–1724)                                                      |       |       |
| 15. März | Maria Johanna von Savoyen                | Herzogin von Savoyen, Gräfin von Genf und Regentin                                   | 79    |       |
| 19. März | Johanna Eleonora Petersen                | theologische Schriftstellerin und eine der Führungsgestalten des radikalen Pietismus | 79    |       |
| 19. März | Johann Christian Thomae                  | deutscher Historiker                                                                 | 55    |       |
| 22. März | Joseph Bernhard von Sachsen-Meiningen    | Erbprinz von Sachsen-Meiningen                                                       | 17    |       |
| 25. März | Lemle Moses Reinganum                    | kurpfälzischer Hofjude                                                               |       |       |
| 26. März | Louis-Antoine de Ruffi                   | französischer Regionalhistoriker                                                     | 66    |       |
| 30. März | Georg Riedesel zu Eisenbach              | 18. Hessischer Erbmarschall                                                          | 66    |       |
| 31. März | Sophia von Sachsen-Weißenfels            | Prinzessin von Sachsen-Weißenfels und -Querfurt und Fürstin von Anhalt-Zerbst        | 69    |       |

## April
| Tag       | Name                                  | Beruf, bekannt als                       | Alter | Beleg |
| --------- | ------------------------------------- | ---------------------------------------- | ----- | ----- |
| 3. April  | Arnould de Vuez                       | französischer Maler                      | 82    |       |
| 4. April  | Michael Förtsch                       | deutscher lutherischer Theologe          | 69    |       |
| 9. April  | Joachim Friedrich von Wreech          | brandenburgischer General der Kavallerie | 73    |       |
| 18. April | Sophia Leopoldina von Hessen-Wanfried | landgräfliche Prinzessin                 | 42    |       |
| 22. April | Theodor Zwinger III.                  | Schweizer Meiziner                       | 65    |       |
| 28. April | Streynsham Master                     | englischer Kolonialadministrator         | 83    |       |

## Mai
| Tag     | Name                                          | Beruf, bekannt als                             | Alter | Beleg |
| ------- | --------------------------------------------- | ---------------------------------------------- | ----- | ----- |
| 5. Mai  | Sebastiano Antonio Tanara                     | italienischer Kardinal                         | 74    |       |
| 6. Mai  | Justus Corthum                                | deutscher evangelisch-lutherischer Geistlicher | 71    |       |
| 21. Mai | Robert Harley, 1. Earl of Oxford and Mortimer | britischer Politiker                           | 62    |       |
| 21. Mai | Antonio Salvi                                 | italienischer Librettist                       | 60    |       |
| 28. Mai | Michael Butterfield                           | englischer Instrumentenbauer                   |       |       |

## Juni
| Tag      | Name                         | Beruf, bekannt als                                                                          | Alter | Beleg |
| -------- | ---------------------------- | ------------------------------------------------------------------------------------------- | ----- | ----- |
| 10. Juni | Ernst Wladislaus von Dönhoff | preußischer Generalleutnant                                                                 | 51    |       |
| 22. Juni | Johann Theile                | deutscher Komponist und Musikpädagoge                                                       | 77    |       |
| 23. Juni | Emanuel Kegel                | deutscher Komponist                                                                         |       |       |
| Juni     | John Barnwell                | Kommandant der Truppen South Carolinas und späterer Repräsentant der Kolonie South Carolina |       |       |
| Juni     | Johann Hugo von Wilderer     | deutscher Barockkomponist                                                                   |       |       |

## Juli
| Tag      | Name                  | Beruf, bekannt als                               | Alter | Beleg |
| -------- | --------------------- | ------------------------------------------------ | ----- | ----- |
| 1. Juli  | Johann Baptist Homann | deutscher Kartograph, Verleger und Kupferstecher | 60    |       |
| 1. Juli  | Hermann Hövel         | Bürgermeister in Arnsberg                        |       |       |
| 11. Juli | Delarivier Manley     | englische Autorin                                |       |       |

## August
| Tag        | Name                               | Beruf, bekannt als                 | Alter | Beleg |
| ---------- | ---------------------------------- | ---------------------------------- | ----- | ----- |
| 5. August  | Athanasios IV. Dabbas              | Patriarch von Antiochia            |       |       |
| 6. August  | Samson Wertheimer                  | Oberrabbiner, Hoffaktor            | 66    |       |
| 8. August  | Christoph Ludwig Agricola          | deutscher Landschaftsmaler         | 58    |       |
| 18. August | Johann Philipp Franz von Schönborn | Fürstbischof von Würzburg          | 51    |       |
| 20. August | Antonio Francesco Peruzzini        | italienischer Maler                |       |       |
| 23. August | Sébastien Rasles                   | Jesuit und Missionar der Abenaki   | 67    |       |
| 24. August | Andreas Kneller                    | deutscher Komponist und Organist   | 75    |       |
| 30. August | Joseph Faistenberger               | österreichischer Maler             |       |       |
| 31. August | Ludwig I.                          | König von Spanien                  | 17    |       |
| August     | Johann Wilhelm von Efferen         | kurpfälzischer General und Beamter |       |       |

## September
| Tag           | Name                                   | Beruf, bekannt als                              | Alter | Beleg |
| ------------- | -------------------------------------- | ----------------------------------------------- | ----- | ----- |
| 14. September | Adolf Heidenreich Droste zu Vischering | Domkantor in Münster                            |       |       |
| 14. September | Johann Christoph Schmidt               | deutscher Mediziner, Arzt in Schweinfurt        | 24    |       |
| 19. September | Glikl bas Judah Leib                   | deutsch-jüdische Kauffrau                       |       |       |
| 20. September | Ayuki                                  | Khan der Kalmücken an der Wolga                 |       |       |
| 20. September | David von Krafft                       | schwedischer Maler                              |       |       |
| 20. September | Gurdon Saltonstall                     | Pastor und Gouverneur der Colony of Connecticut | 58    |       |
| 21. September | Wilhelm II.                            | Fürst zu Nassau-Dillenburg                      | 54    |       |

## Oktober
| Tag         | Name                                | Beruf, bekannt als                                                               | Alter | Beleg |
| ----------- | ----------------------------------- | -------------------------------------------------------------------------------- | ----- | ----- |
| 2. Oktober  | François-Timoléon de Choisy         | französischer Schriftsteller                                                     | 80    |       |
| 2. Oktober  | Nicolaus Wilckens                   | deutscher Jurist und Archivar                                                    | 48    |       |
| 9. Oktober  | Johann Menrad von Vorwaldtner       | deutscher Arzt                                                                   |       |       |
| 11. Oktober | Gyeongjong                          | 20. König der Joseon-Dynastie in Korea                                           | 35    |       |
| 18. Oktober | Jean de Hautefeuille                | französischer Ordensgeistlicher, Abt, Physiker und Erfinder                      | 77    |       |
| 18. Oktober | Johann Osiander                     | deutscher Philologe, Diplomat und lutherischer Theologe                          | 67    |       |
| 18. Oktober | Johann Leopold Donat von Trautson   | österreichischer Fürst, Erzieher und Obersthofmeister Kaiser Josephs I.          | 65    |       |
| 20. Oktober | Christoph Johann Conrad Engelbrecht | deutscher Jurist und Hochschullehrer                                             | 34    |       |
| 25. Oktober | Johann Ludwig Hannemann             | deutscher Arzt und Professor in Kiel                                             | 84    |       |
| 26. Oktober | Johann Siegmund von Heyden          | preußischer General der Kavallerie, Gouverneur von Lippstadt und Drost in Wetter |       |       |
| 27. Oktober | Leonard Goudhaire                   | wallonisch-brabanter Steinmetz                                                   |       |       |
| 29. Oktober | Weipart Ludwig von Fabrice          | deutscher Diplomat und Staatsmann in den Diensten von Kurhannover                | 84    |       |
| 29. Oktober | William Wollaston                   | englischer Moralphilosoph                                                        | 65    |       |
| 30. Oktober | Maria von Lothringen                | Fürstin von Monaco                                                               | 50    |       |
| Oktober     | Giovanni Battista Camessina         | schweizerischer Barockarchitekt                                                  |       |       |

## November
| Tag          | Name                    | Beruf, bekannt als                                        | Alter | Beleg |
| ------------ | ----------------------- | --------------------------------------------------------- | ----- | ----- |
| 10. November | Bartholomäus Crasselius | deutscher lutherischer Geistlicher und Kirchenlieddichter | 57    |       |
| 16. November | Willem Mons             | deutschstämmiger Vertrauter Katharinas I. von Russland    |       |       |
| 16. November | Jack Sheppard           | englischer Räuber                                         | 22    |       |
| 18. November | Bartolomeu de Gusmão    | portugiesischer Jesuitenpater                             |       |       |
| 24. November | Ernst Ludwig I.         | Herzog von Sachsen-Meiningen                              | 52    |       |
| 25. November | Christian Ernst Mussigk | brandenburgischer evangelischer Geistlicher               | 53    |       |

## Dezember
| Tag          | Name                         | Beruf, bekannt als                                                   | Alter | Beleg |
| ------------ | ---------------------------- | -------------------------------------------------------------------- | ----- | ----- |
| 1. Dezember  | Georg Boguslav von Wobeser   | preußischer General, Kommandeur in Pillau                            | 71    |       |
| 7. Dezember  | Johann Gottfried Rösner      | königlich preußischer Beamter                                        | 66    |       |
| 8. Dezember  | Friedrich Philippi           | deutscher Rechtswissenschaftler und Hochschullehrer                  | 74    |       |
| 11. Dezember | Joachim Friedrich Schmidt    | deutscher lutherischer Theologe und Generalsuperintendent in Pommern | 54    |       |
| 12. Dezember | Hendrik van Deventer         | holländischer Geburtshelfer und Orthopäde                            | 73    |       |
| 13. Dezember | Johann Michael Speicher      | deutscher Amtsschultheiß                                             | 75    |       |
| 16. Dezember | Margarete von Rohr           | Gattin eines preußischen Ritters                                     |       |       |
| 22. Dezember | Johann Christoph Ettner      | deutscher Mediziner und Romanautor                                   |       |       |
| 23. Dezember | Franz Keller                 | Baumeister der Deutschordensballei Franken                           |       |       |
| 25. Dezember | Franz Konrad von Reinach     | Ritter des Deutschen Ordens                                          |       |       |
| 25. Dezember | William Trent                | Politiker, Jurist, Kaufmann, Sklavenhändler                          |       |       |
| 29. Dezember | Pawlo Polubotok              | ukrainischer Hetman                                                  | 64    |       |
| 30. Dezember | Eberhard Gutsleff der Ältere | deutschbaltischer Pastor und Bibelübersetzer                         | 70    |       |

## Datum unbekannt
| Tag | Name                              | Beruf, bekannt als                                                                | Alter | Beleg |
| --- | --------------------------------- | --------------------------------------------------------------------------------- | ----- | ----- |
|     | John Abell                        | schottischer Sänger (Tenor), Lautenist, Komponist uns Theaterintendant des Barock |       |       |
|     | Johann Konrad Ammann              | Schweizer Arzt und Gehörlosenlehrer                                               |       |       |
|     | Guglielmo Borremans               | flämischer Maler                                                                  |       |       |
|     | Hans Heinrich von Fersen          | estländischer Ritterschaftshauptmann und Landrat                                  |       |       |
|     | Isaac Feyerabend                  | deutscher Bürgermeister                                                           |       |       |
|     | Johannes Flender                  | deutscher Philosoph und Theologe                                                  |       |       |
|     | Gottfried Grawert                 | sächsischer Generalmajor und Kartograf                                            |       |       |
|     | Johann Wilhelm Gröninger          | deutscher Bildhauer                                                               |       |       |
|     | Henry Kelsey                      | englischer Pelzhändler, Seemann und Entdecker                                     |       |       |
|     | Edward Low                        | englischer Piratenkapitän                                                         |       |       |
|     | Benedetto Luti                    | italienischer Maler                                                               |       |       |
|     | James Moodie                      | schottischer Politiker, Mitglied des House of Commons                             |       |       |
|     | Ludwig Karl d’Ocfort zu Schedling | General und Kriegsminister im Direktorium des Braunauer Parlaments                |       |       |
|     | Carl Curt von der Osten           | Landrat des Osten- und Blücherschen Kreises                                       |       |       |
|     | Johann Joseph Öttlinger           | Pflegskommissär in Starnberg                                                      |       |       |
|     | Daniel Quare                      | englischer Uhrmacher                                                              |       |       |
|     | Jean Jacques Rippert              | Flötenbauer                                                                       |       |       |
|     | Pietro Giacomo Rogeri             | italienischer Geigenbauer                                                         |       |       |
|     | Franz Werner Tamm                 | deutscher Maler der Barockzeit                                                    |       |       |
|     | János Wohlmuth                    | ungarischer Komponist und Organist des Barock                                     |       |       |
|     | Jeremias Wolff                    | deutscher Verleger                                                                |       |       |